# Federico Colla
Federico Colla (Genova, 14 dicembre 1790 – Genova, 17 aprile 1879) è stato un funzionario e politico italiano.
Già Presidente della Corte dei conti subalpina, fu il primo Presidente della Corte dei conti dell'Italia unitaria, dall'11 settembre 1862 al 22 aprile 1865.